# Thomas Gompf
Thomas Gompf   (Dayton, 17 de març de 1939), sovint anomenat Tom Gompf, és un saltador estatunidenc, ja retirat, que va competir durant la dècada de 1960.
El 1964 va prendre part en els Jocs Olímpics d'Estiu de Tòquio, on va guanyar la medalla de bronze en la prova de palanca de 10 metres del programa de salts.
Va estudiar a la Universitat Estatal d'Ohio. Després de graduar-se va servir com a tinent a la Força Aèria dels Estats Units.
.
Una vegada retirat passà a exercir d'entrenador de salts a la Universitat de Miami de 1971 a 1982. Va fer de jutge i oficial en diferents Jocs Olímpics, va ser membre fundador de l'USA Diving i va promoure els salts sincronitzats, especialitat dels quals és considerat el pare fundador. El 2002 fou inclòs a l'International Swimming Hall of Fame.
El 2021 va publicar les serves memòries, "A Life Aloft".